# Lakxmi de Pompeia

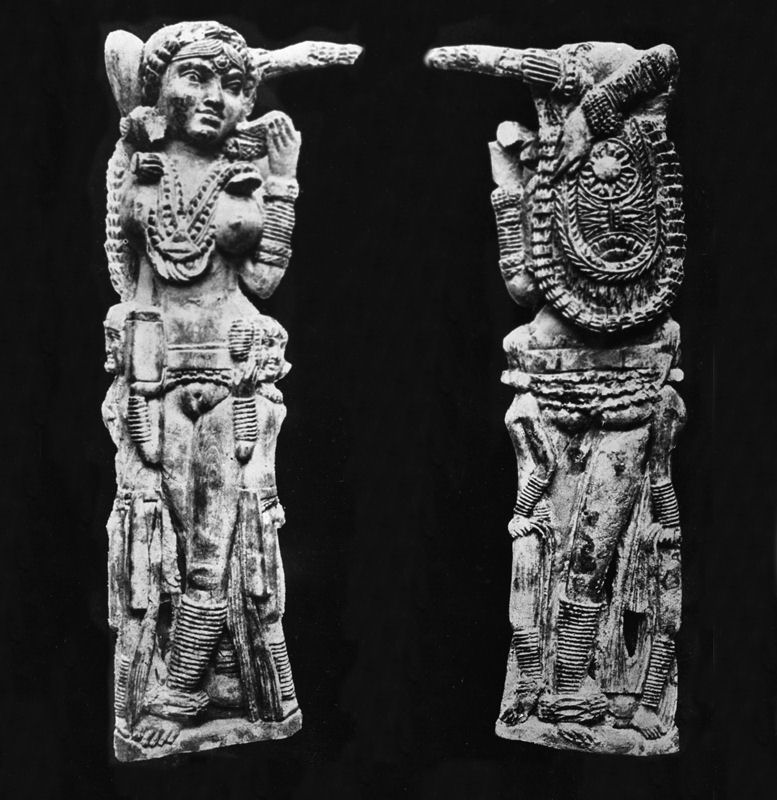
La Lakxmi de Pompeia, de front i per darrere

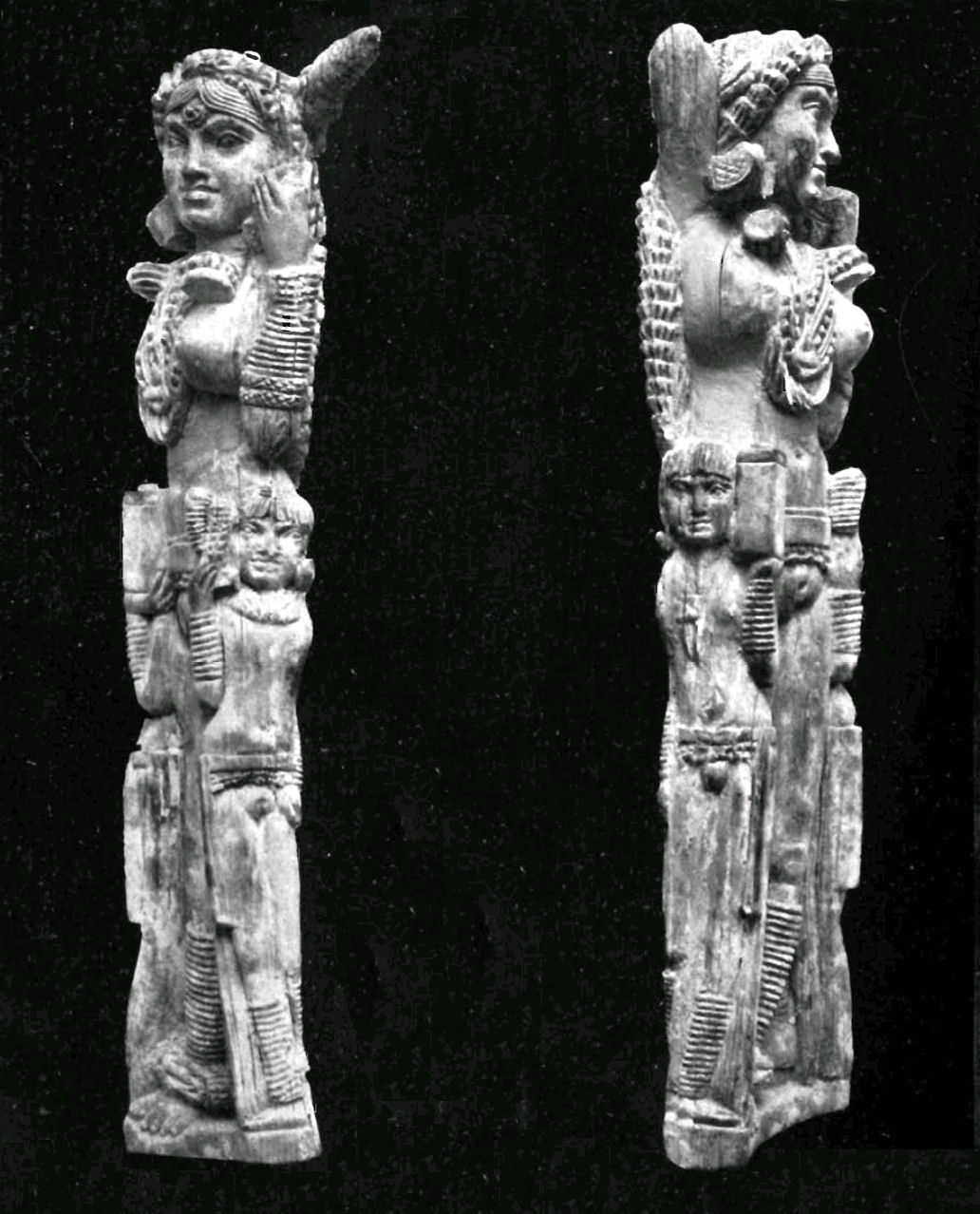
Costats de l'estatueta

La Lakxmi de Pompeia és una estatueta d'ivori descoberta en les ruïnes de Pompeia, ciutat destruïda en l'erupció del Vesuvi de l'any 79. La va trobar Amedeo Maiuri, un estudiós italià, al 1938. L'estatueta data del segle i. Sembla que representa una dea índia de la fertilitat i la bellesa femenines. Probablement l'escultura devia ser el mànec d'un espill. Aquesta Lakxmi és una mostra del comerç regular d'articles entre l'Índia i Itàlia en el segle i. Amb el temps, els historiadors han estat capaços de connectar el comerç romà amb l'Extrem Orient, específicament amb l'Índia.
Al principi, es creia que l'estatueta representava la dea Lakxmi, d'ací el nom, una dea de la fertilitat, la bellesa i la riquesa, venerada pels hindús. La iconografia, però, en particular els genitals exposats, revela que la figureta és més probablement una iaksi, un esperit arbori femení símbol de la fertilitat, present en la mitologia índia, budista i jainista o, potser, una versió sincrètica de Venus-Sri-Lakxmi, producte d'aquest bescanvi antic entre la cultura grecoromana i l'índia.(1)
La figureta es mostra en el Museu Secret dins el Museu Arqueològic Nacional de Nàpols.

## Descripció
La figureta fou descoberta a l'octubre del 1938 al costat de la Casa dei Quattro stili de Pompeia.
Té 24,5 cm d'alçada; està nueta, duu un cinyell estret, luxosos collarets, braçalets, turmelleres, arracades, i un pentinat elaborat. Té dues assistents femenines de menor grandària, una en cada costat mirant al capdavant, sostenint flascons de cosmètics. L'estatueta té un forat a la part de dalt del cap, cosa que indica que podia ser un mànec d'espill.
L'existència d'aquesta estatueta a Pompeia l'any 79, quan el Vesuvi esclatà i va soterrar la ciutat, testifica la intensitat de les relacions comercials indoromanes durant el segle i. Ha estat datada pel Museu Arqueològic Nacional de Nàpols: provinent de l'Índia en la primera meitat del segle I.

## Comerç
Tot i que l'origen no n'és segur, sinó basat en troballes arqueològiques i recerques d'historiadors, la Lakxmi de Pompeia és una evidència de les rutes comercials actives entre l'Imperi romà sota Neró i l'Índia de llavors. Segons Pollard, pel comerç romà a llarga distància, es pensa que arribà a la ciutat durant el regnat d'aquest emperador. L'evidència arqueològica indica que l'apogeu del comerç entre Roma i l'Índia va succeir durant els segles I i II, i després declinà per la crisi econòmica i la inestabilitat del segle III. Aquest comerç tenia lloc al llarg de rutes, tant per terra com documenta Isidor de Càrax en Etapes Pàrtiques, com per mar, com revela la guia mercantil coneguda com el Periple de la mar Eritrea.
Hi ha la possibilitat que la figureta eixís cap a l'oest durant el govern del sàtrapa occidental Nahapana de Bhokardan, i fos embarcada al port de Bharuch.
Roma jugà un paper important en el comerç oriental de l'antiguitat, comprant molts productes de luxe de l'Índia i al mateix temps establint-hi les seues estacions comercials. Segons Cobb, comerciaven per rutes terrestres que creuaven la península Aràbiga i Mesopotàmia, i el comerç marítim des de ports situats al mar Roig i a l'oceà Índic.
Les rutes marítimes que aprofitaven els vents de l'oceà Índic van aconseguir un volum significatiu de productes importats de l'est en grans vaixells mercants. El control sobre Egipte tingué un paper crucial sobre açò en canviar el poder dels grecs als romans després de la batalla d'Àccium, cosa que es veié reflectida en les relacions comercials entre l'Imperi grecoromà i els regnes indis antics.   
La riquesa del comerç era tal que Plini el Vell remarca que 100 milions de sestercis s'enviaven anualment a l'Índia, la Xina, i Aràbia.

## Origen

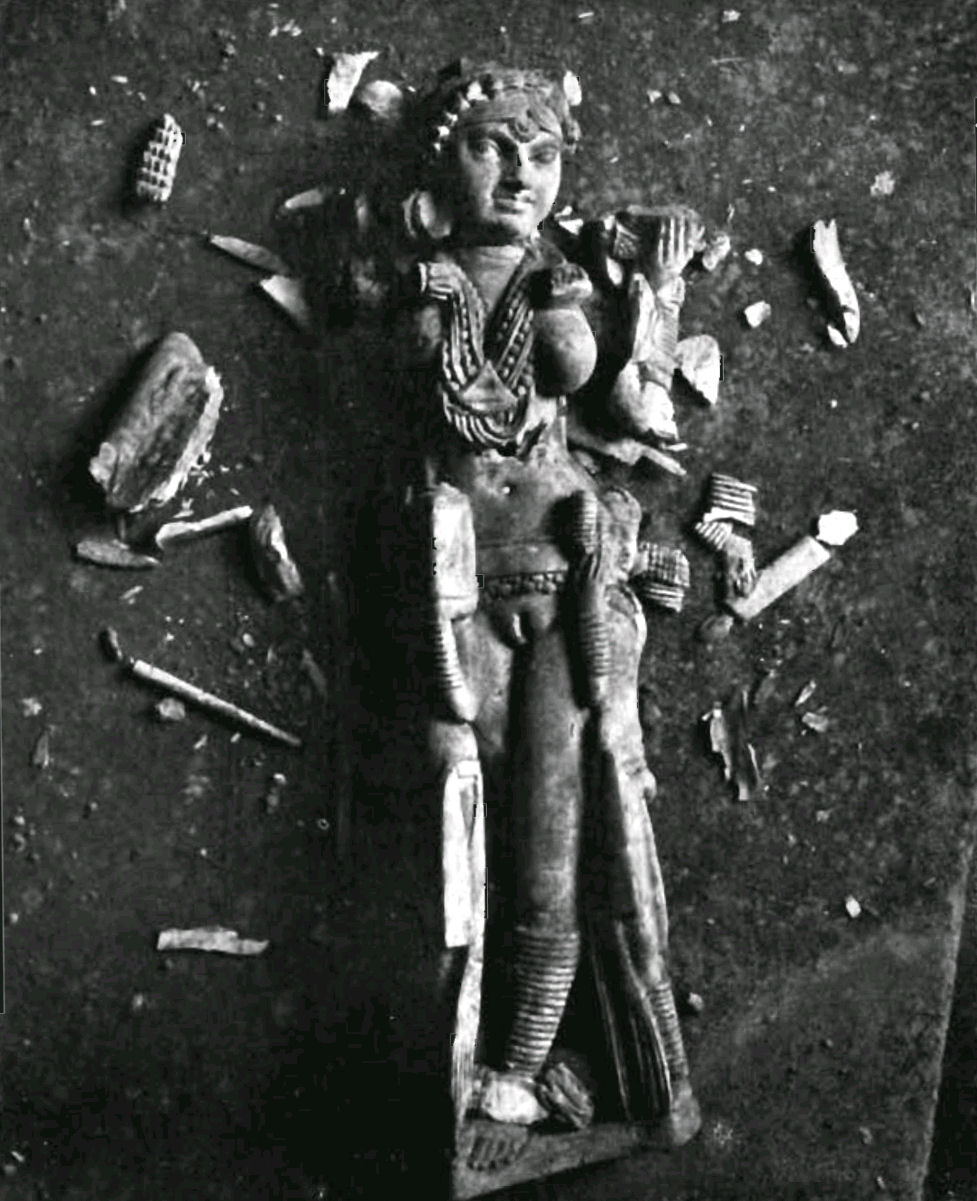
L'estatueta abans de recompondre-la

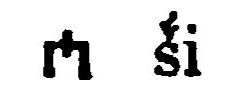
La lletra kharosthi śi estava inscrita a la base de l'estatueta

Inicialment es va suposar que l'estatueta havia estat creada a Mathura, però segons Dhavalikar, ara es pensa que la feren a Bhokardan, on se n'han descobert dues figuretes semblants. Bhodarkan formava part del territori i de l'esfera cultural satavahana, tot i que pogué haver estat dècades en poder dels sàtrapes occidentals, que podrien haver proporcionat una ruta d'exportació al món romà.(9)
També hi ha una lletra kkarosthi inscrita a la base de l'estatueta (la lletra śi, com el śi en Xiva). Això indica que la podrien haver fet a les regions del nord-oest de l'Índia, al Pakistan o l'Afganistan, o haver passat per ací. Com que fou feta abans del 79, si es elaborar a Gandhara, suggereix que els semblants ivoris de Bagram són també d'aquesta data primerenca, del segle I.

### Iconografia
La figureta és exempta, i entre altres dues figures femenines. Les cames estan girades a un costat i un braç es doblega per sobre l'espatla per a sostenir les arracades. Sembla que estava pensada per a ser mirada de front perquè els detalls de la part posterior són molt plans. Com afirma D'Ancona, entra en l'àmplia iconografia de deïtats femenines de l'art indi. El tema de la dea atesa per dos ajudants, com es veu en la Lakxmi de Pompeia, és una representació de Lakxmi o de les iakxis estranya en l'art indi. Manca de la flor de lotus comuna en la iconografia d'aquesta dea. Segons D'Ancona, la iconografia d'aquesta estatueta pot haver estat importada del món clàssic, potser derivada de la iconografia de Venus atesa per amorets (Cupido) que sostenen flascons de cosmètics, comuna en l'art grecoromà. Podria ser una de les representacions de Venus-Sri-Lakxmi aparegudes en el segle i, segons D'Ancona.(1) La Lakxmi de Pompeia, per tant, seria una mescla d'art indi i clàssic.
Un relleu primerenc de l'stupa núm. 2 de Sanchi amb una escena en general semblant de Lakxmi amb dos assistents menors pot haver servit d'inspiració a la Lakxmi de Pompeia, especialment sabent que els satavahana controlaren Sanchi des del 50 abans de la nostra era.(1)

Es creu que aquests relleus primerencs els feren artesans del nord-oest, de la regió indogrega de Gandhara, ja que els relleus tenen marques de picapedrer en kharosthi, diferent de l'escriptura brahmi autòctona. Els artesans forasters eren probablement responsables dels motius i figures d'aspecte estranger que es troben en els reixats de l'stupa.

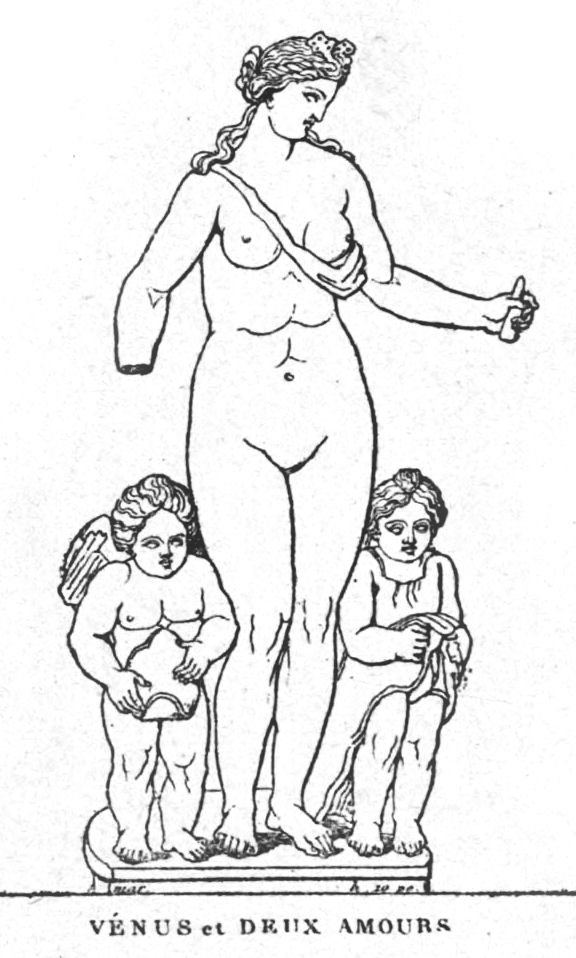
Venus assistida per amorets
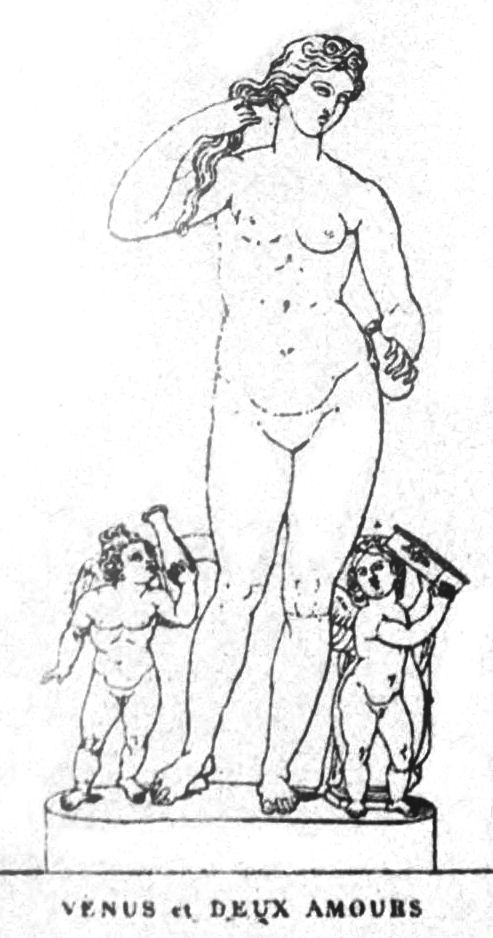
Venus assistida per amorets
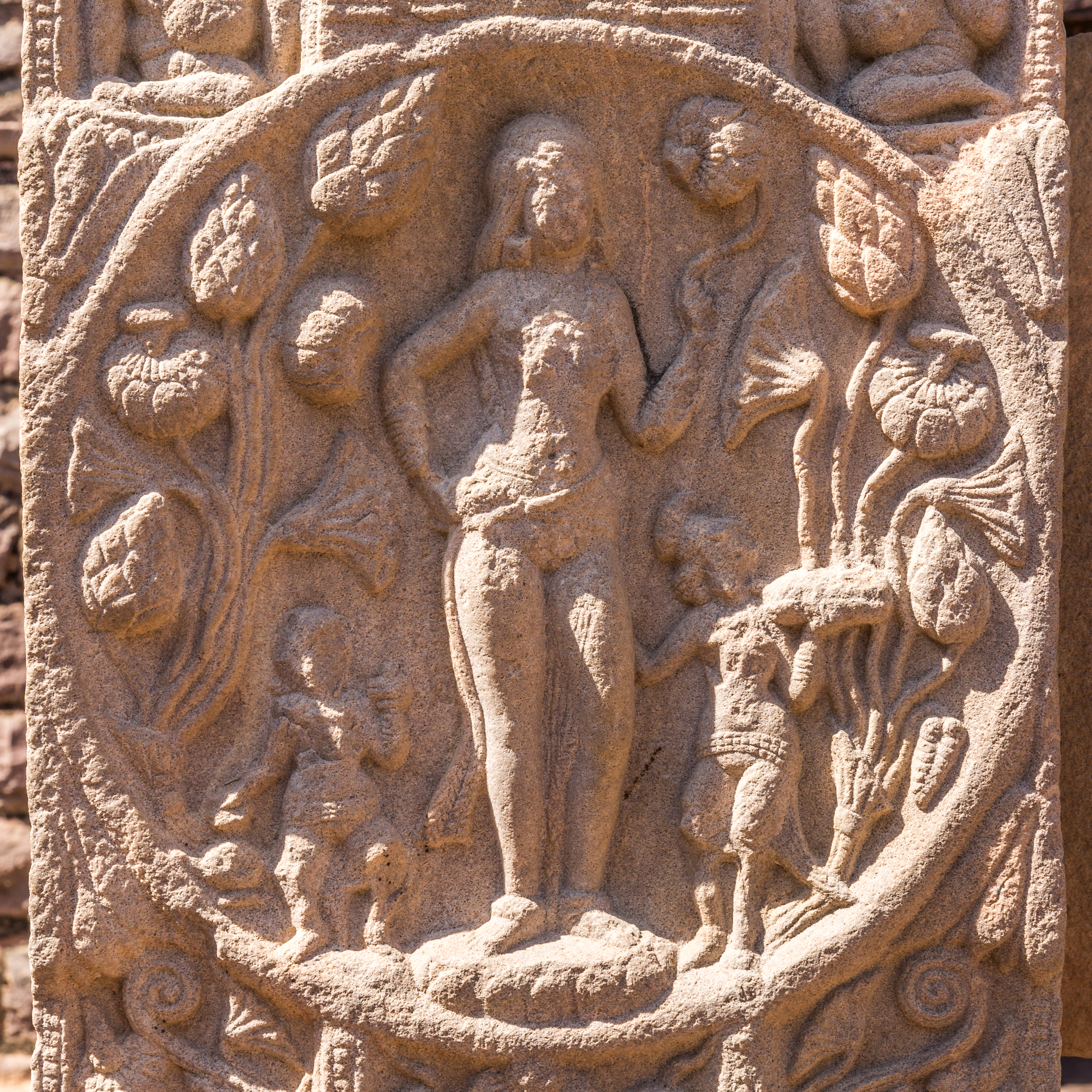
Lakxmi amb lotus i dos assistents menors, Stupa de Sanchi núm. 2, 115 ae